# Мазлина
Мазлина је насељено мјесто у општини Фоча, Федерација Босне и Херцеговине, Босна и Херцеговина.

## Становништво
|         | 2013.       | 1991.         | 1981.         | 1971.         |
| Укупно  | 30 (100,0%) | 166 (100,0%)  | 300 (100,0%)  | 428 (100,0%)  |
| Бошњаци | 30 (100,0%) | 159 (95,78%)1 | 299 (99,67%)1 | 417 (97,43%)1 |
| Срби    | –           | 6 (3,614%)    | –             | 11 (2,570%)   |
| Остали  | –           | 1 (0,602%)    | 1 (0,333%)    | –             |

1. 1 На пописима од 1971. до 1991. Бошњаци су пописивани углавном као Муслимани.